# Finnegan Oldfield

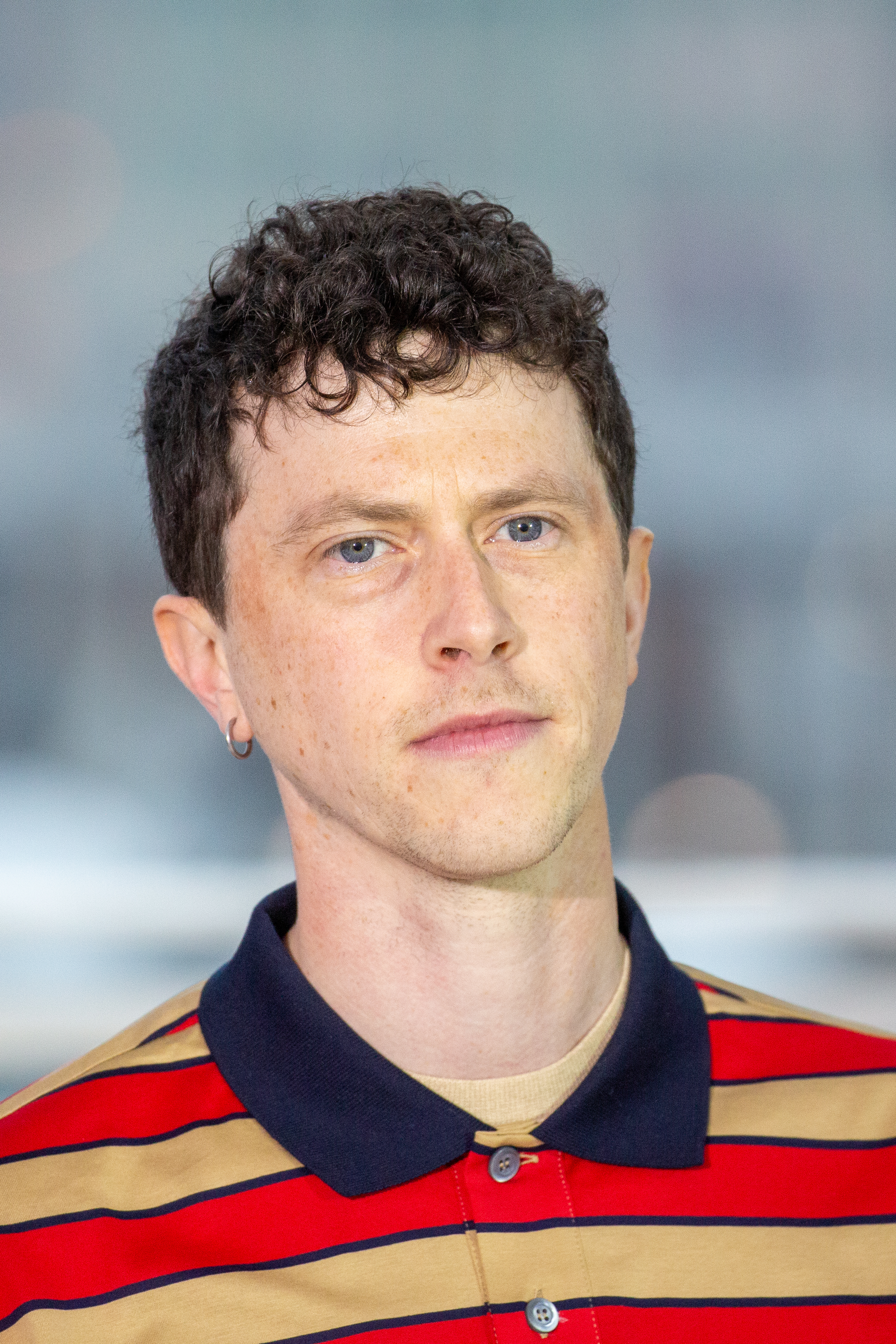
Finnegan Oldfield (2025)

Finnegan Oldfield (* 10. Januar 1991 in Lewes) ist ein britisch-französischer Filmschauspieler.

## Leben
Finnegan Oldfield wurde 1991 im südenglischen Lewes in der Grafschaft East Sussex geboren. Er wuchs in Frankreich auf, wo sein Vater Ben, der aus Brighton stammt, als Musiker arbeitet. Dieser war nach Paris gekommen, um sich mit jamaikanischer Musik zu beschäftigen. Hier lernte er seine Mutter Brigitte kennen, eine Französin, die als Lehrerin arbeitet. Er hat eine Schwester, eine Halbschwester und einen Halbbruder.
Oldfield stand im Alter von zehn Jahren zum ersten Mal vor der Kamera, nachdem er auf Drängen seiner Mutter bei dem Casting für einen Kurzfilm vorgesprochen hatte. So begann er seine Filmkarriere 2002 in Blandine Lenoir Pas de Pitié. Mit 15 Jahren beendete er die Schule und übernahm 2003 die Hauptrolle von Jean-Baptiste Seignelet in dem Fernsehfilm Insel der Diebe (Originaltitel L'île atlantique) von Gérard Mordillat. Hiernach beschloss er, sich dem Kino zu widmen und unterbrach sein Studium. Es folgten Engagements in den Fernsehserien  La Commune und Engrenages. Im Jahr 2011 war er in einer Hauptrolle in dem Thriller Mineurs 27 zu sehen.
Nachdem Oldfield 2015 in Ni le ciel ni la terre von Clément Cogitore zu sehen war, was ihm den Preis der Jury als bester Nebendarsteller beim Jean Carmet Festival einbrachte, bekam er die Hauptrolle in Les cowboys von Thomas Bidegain. Von da an widmete er sich ernsteren Rollen, so 2016 in Bang Gang von Eva Husson. In Marvin von Anne Fontaine, der 2017 im Rahmen der Filmfestspiele von Venedig seine Premiere feierte, spielte er an der Seite von Isabelle Huppert und Grégory Gadebois einen homosexuellen Jugendlichen, der aus der französischen Provinz nach Paris flieht, wo er aufblüht und seine künstlerischen Talente ausleben kann. Oldfield erhielt 2018 für diese Rolle eine Nominierung beim César und im Rahmen des Prix Lumières. In Marie Kreutzers Historienfilm Corsage war er in der Rolle von Louis Le Prince zu sehen. Eine weitere größere Rolle erhielt er auch in Gilles Perrets Tragikomödie Reprise en main.

## Filmografie (Auswahl)
- 2003: Insel der Diebe (L'île atlantique, Fernsehfilm)
- 2007: La commune (Fernsehserie, 3 Folgen)
- 2008: Les hauts murs
- 2010: Engrenages – Im Fadenkreuz der Justiz  (Engrenages, Fernsehserie, 5 Folgen)
- 2011: Who Killed Marilyn?
- 2011: Mineurs 27
- 2014: Wochenenden in der Normandie (Week-ends)
- 2015: Ni le ciel ni la terre
- 2015: Les cowboys
- 2015: Bang Gang – Die Geschichte einer Jugend ohne Tabus (Bang Gang (une histoire d'amour moderne))
- 2016. Nocturama
- 2016: Die Lebenden reparieren (Réparer les vivants)
- 2016: Ein Leben (Une vie)
- 2017: Frühes Versprechen (La promesse de l'aube)
- 2017: Marvin (Marvin ou la belle éducation )
- 2018: Cross (Kurzfilm)
- 2018: Le poulain
- 2019: Exfiltrés
- 2019: Selfie
- 2020: Obwohl ich Dich liebe (Amour Fou, Fernsehserie, 3 Folgen)
- 2020: Das Boot (Fernsehserie)
- 2020: Gagarin – Einmal schwerelos und zurück (Gagarine)
- 2020: La terre des hommes
- 2021: Kein Lebenszeichen (Disparu à jamais, Fernsehserie)
- 2022: Final Cut of the Dead (Coupez!)
- 2022: Corsage
- 2022: Reprise en main
- 2024: Fario
- 2024: Brûle le sang
- 2025: Alpha

## Auszeichnungen (Auswahl)
César
- 2016: Nominierung als Bester Nachwuchsdarsteller (Les cowboys)
- 2018: Nominierung als Bester Nachwuchsdarsteller (Marvin)

Prix Lumières
- 2017: Nominierung als Bester Nachwuchsdarsteller (Bang Gang)
- 2018: Nominierung als Bester Nachwuchsdarsteller (Marvin)